# Ангренский ИТЛ
Ангренский ИТЛ (Ангренлаг, Ангренстрой) — лагерь в составе системы принудительного труда заключённых в СССР.

## Тип деятельности
Горнодобывающая промышленность
Годы существования
1945—1946 Узбекская ССР (ныне — Республика Узбекистан), город Ташкент

## История лагеря
Ангренский ИТЛ действовал с 2 апреля 1945 года по 13 февраля 1946 года. Управление лагеря находилось в Ташкенте Узбекской ССР и подчинялось Главному управлению лагерей железнодорожного строительства (ГУЛЖДС).
Основной производственной задачей лагеря было строительство Ангренского угольного разреза. Максимальная численность заключенных, задействованных на этих и других работах, была зафиксирована в 1945 году и составила 1 604 человека.

## Производственная деятельность
Труд заключенных лагеря использовался для строительства Ангренского угольного разреза, проведения работ по отводу реки Ангрен и строительству железной дороги и шоссейного моста, для строительства центральных механических мастерских, паровозного депо, кирпичного завода, новой электростанции, брикетной фабрики, жилья и культурно-бытовых объектов.

## Количество заключенных по годам
1945 г. — 1604
1946 г. — 1313